# Boesenbergia siphonantha
Boesenbergia siphonantha är en enhjärtbladig växtart som först beskrevs av George King och John Gilbert Baker, och fick sitt nu gällande namn av M.Sabu. Boesenbergia siphonantha ingår i släktet Boesenbergia och familjen Zingiberaceae.
Artens utbredningsområde är Andamanerna. Inga underarter finns listade i Catalogue of Life.